# Пільце (Польща)
Пільце (пол. Pilce) — село в Польщі, у гміні Каменець-Зомбковицький Зомбковицького повіту Нижньосілезького воєводства.